# L'Homme aux yeux d'argent
Pour plus de détails, voir Fiche technique et Distribution.
L'Homme aux yeux d'argent est un film français réalisé par Pierre Granier-Deferre, sorti en 1985.

## Synopsis
Thierry a purgé une peine de quinze ans de prison après un braquage qui a coûté la vie à sa complice. Mais il a eu le temps de cacher le butin au pied de l'arbre de la ferme familiale. À sa sortie de prison, il part chercher son butin, mais un lotissement a été bâti autour de l'arbre.

## Fiche technique
- Titre : L'Homme aux yeux d'argent
- Réalisation : Pierre Granier-Deferre, assisté de Dominique Brunner
- Scénario : Pierre Granier-Deferre et Guy-Patrick Sainderichin, d'après le roman de Robert Rossner
- Musique : Philippe Sarde
- Montage : Marie Castro-Vasquez
- Directeur de la photographie : Renato Berta
- Son : Pierre Lenoir et Jean-Pierre Loublier
- Décors : Dominique André
- Costumes : Christine Jorry
- Producteur : Alain Terzian
- Pays :  France
- Genre : Policier
- Durée : 97 minutes
- Date de sortie en salles : 13 novembre 1985 (France)

## Distribution
- Alain Souchon : Thierry Berger
- Jean-Louis Trintignant : Mayene
- Tanya Lopert : Francine
- Lambert Wilson : Villain
- Robert Deslandes : Conducteur GS
- Juliette Brac : La dame bibliothèque
- Valentine Monnier : La blessée

## Lieu de tournage
Les images tournées pour le générique montrent l'échangeur de Bagnolet (autoroute et boulevard périphérique) à l'époque.